# Apheliona lateralis
Apheliona lateralis är en insektsart som beskrevs av Irena Dworakowska 1994. Apheliona lateralis ingår i släktet Apheliona och familjen dvärgstritar. Inga underarter finns listade i Catalogue of Life.